# Riksvei 7
Der Riksvei 7 (Rv 7; nynorsk: Riksveg 7 – Reichsstraße 7) ist eine norwegische Fernverkehrsstraße. Die Straße läuft über 273 Kilometer in den Provinzen Buskerud und Vestland von Hønefoss (Gemeinde Ringerike) über die Hardangervidda und den Hardangerfjord nach Granvin.
Die Straße verläuft weitgehend parallel zur Bahnstrecke der Bergensbanen. Die wichtigere Straßenverbindung zwischen Oslo und Bergen stellt der Europavei 16 dar, der zwar länger, aber im Winter sicherer zu befahren ist.

## Strecke

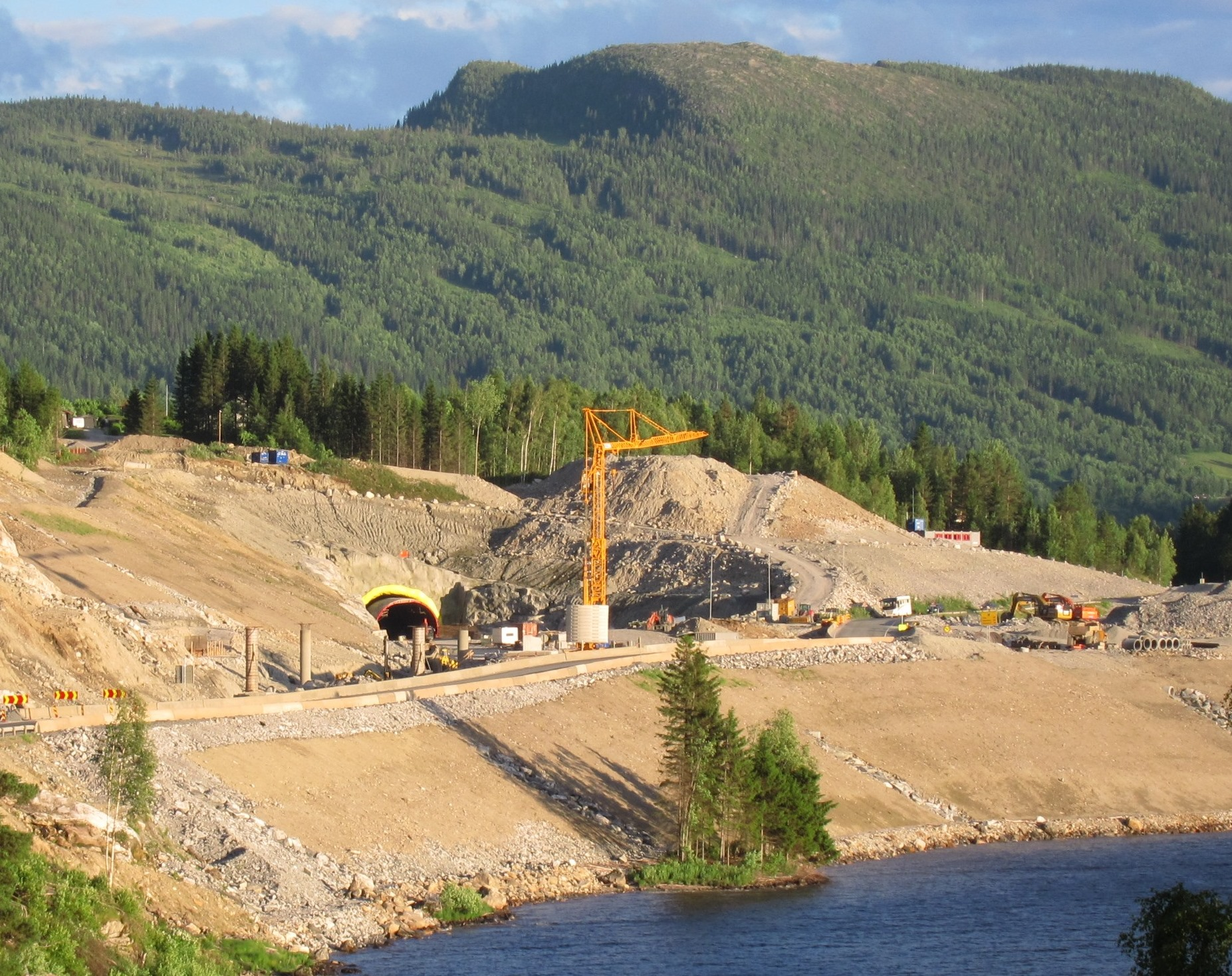
Ørgenviktunnel im Bau (2013)

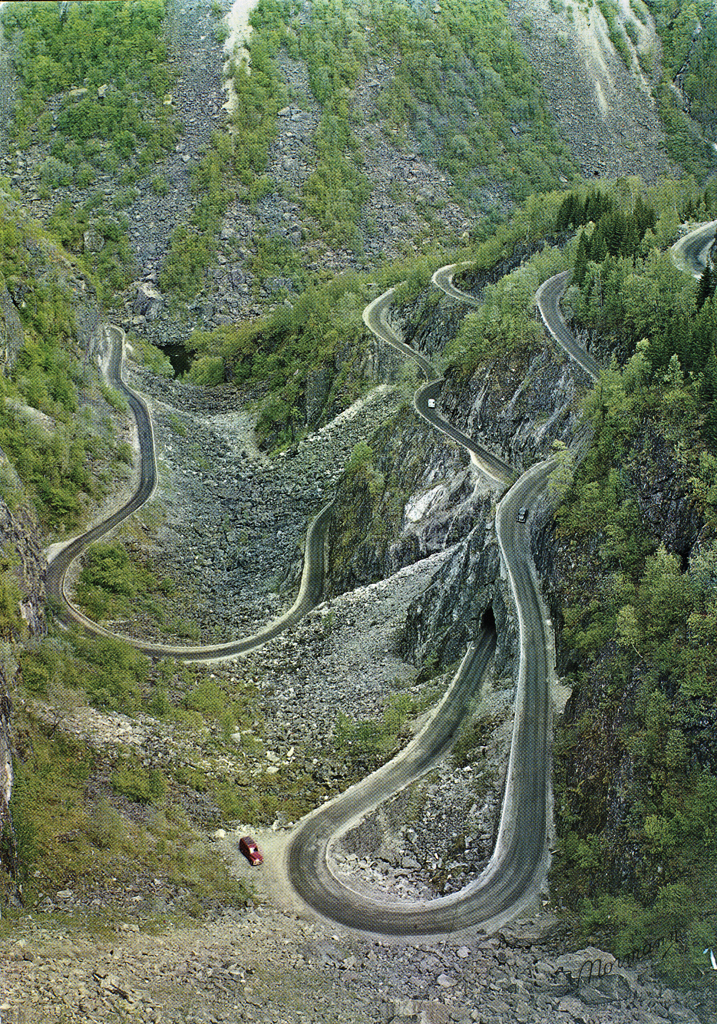
Die Straße im Måbødal

Die Brücke Hardangerbrua

Die Straße zweigt Hønefoss von der Europastraße 16 ab und führt zunächst nach Westen über Sokna durch den Ørgenviktunnel zum See Krøderen. Sie folgt dem See nach Norden und weiter generell nach Nordwesten dessen Zufluss Hallingdalselva über Nesbyen nach Gol, wo Straßen nach Fagernes und Hemsedal abzweigen. Hier ändert der Hellingdalelva seine Richtung nach Westsüdwesten und der Rv 7 folgt ihm nach Ål und setzt sich über Geilo am Stausee Ustevatnet entlang und über die Hardangervidda und den tunnelreichen Abstieg durch das Måbødal hinab nach Eidfjord am gleichnamigen östlichsten Arm des Hardangerfjords. Der Rv 7 folgt der Südseite des Fjords bis zur 2013 fertiggestellten, 1.380 m langen Brücke Hardangerbrua, überquert gemeinsam mit dem Rv 13 den Fjord auf dieser und tritt am jenseitigen Ufer in den Vallaviktunnel ein, an dessen Ende sie in Granvin endet.

## Geschichte

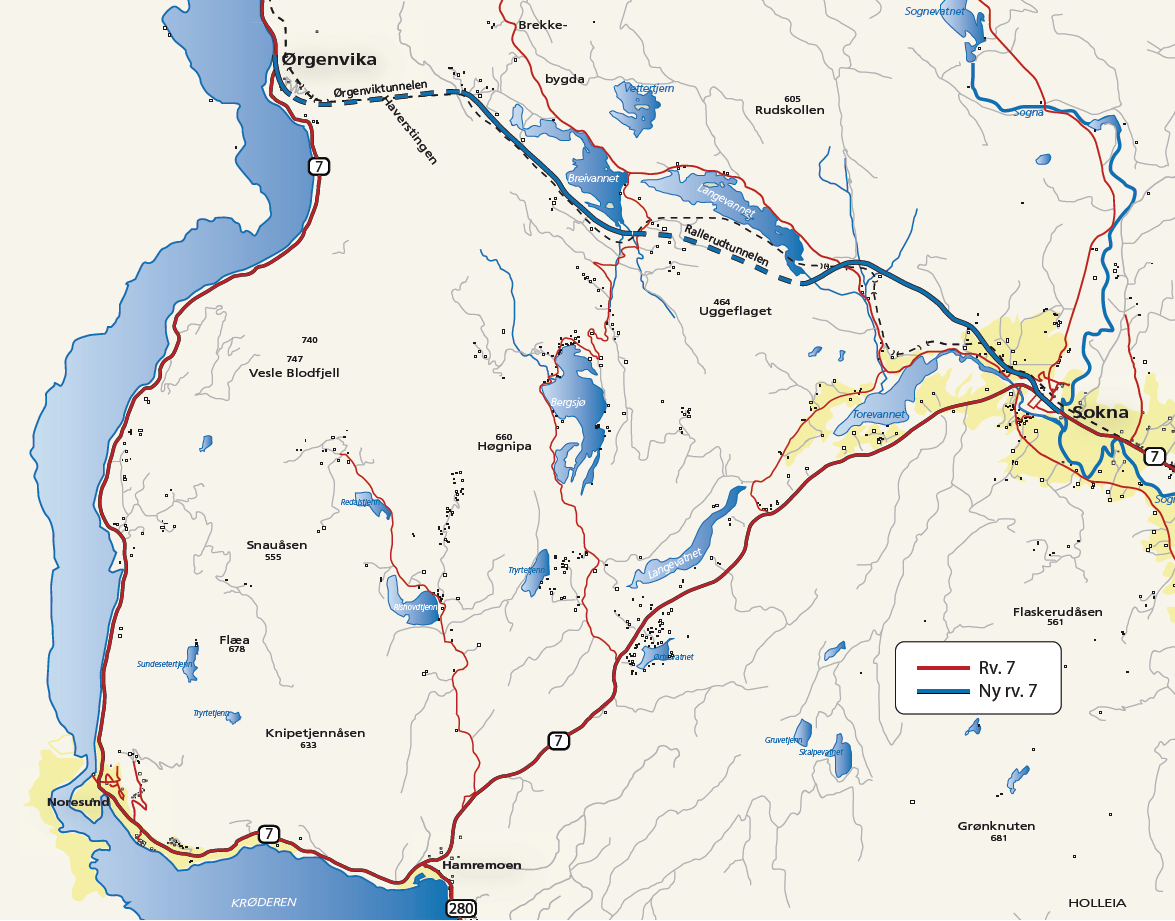
Die 2014 eröffnete Trasse Ørgenvika-Sokna

Der Riksvei 7 wurde im Måbødal 1986 neu trassiert. Die Fährverbindung über den Eidsfjord wurde 2013 durch die Brücke Hardangerbrua ersetzt. Die Neutrassierung Ørgenvika-Sokna verkürzte die Straße 2014 um 21 km.
Die 2007 noch verzeichnete Fortsetzung am Nordufer des Indre Samlafjord bis zur E 16 in Trengereid östlich von Bergen trägt jetzt bis Norheimsund die Nummer 79 und in ihrem weiteren Verlauf die Nummer 49.